# 茂原璋男
茂原 璋男（しげはら あきお、1942年または1943年 - ）は、日本の地方公務員。群馬県副知事、同県蚕糸振興協会理事長を歴任。瑞宝中綬章受章。

## 人物・経歴
群馬県庁入庁、1999年 (平成11年) 9月 関根宏一の後任として同県議会事務局長、2004年3月 同職を谷野和義と交代し定年退職。
2007年8月 佐々木淳とともに群馬県副知事就任。2011年8月 副知事再任。2014年7月 群馬の森 (同県高崎市) 内に設置された朝鮮人追悼碑について茂原は碑の設置不許可を決定した。後年の裁判で「碑文に謝罪の言葉がない」「日本政府を厳しく批判し謝罪を求める」などの発言を朝鮮新報の報道で自ら確認。その後、書面で追悼碑を守る会に照会し、同年１月に２回行った同会幹部らとの意見交換会で碑を利用し政治的活動を行った事実を直接確認したことから、設置時に定めた「碑の前で政治的活動を行わない」との条件に明確に違反したと判断したと述べた。
副知事退任後、2016年4月 同県蚕糸振興協会理事長、日本絹の里館長、群馬地域文化振興会会長。

## 栄典
2016年11月 秋の叙勲で地方自治功労により瑞宝中綬章受章